# Tobut
Tobut (cyr. Тобут) – wieś w Bośni i Hercegowinie, w Republice Serbskiej, w gminie Lopare. W 2013 roku liczyła 1146 mieszkańców.